# Archibald Murray
Archibald Murray (23. dubna 1860, Kingsclere – 21. ledna 1945, Reigate) byl důstojník britské armády. V roce 1914 byl náčelníkem generálního štábu Britského expedičního sboru, avšak po porážce u Monsu byl z této funkce odvolán. V letech 1916 až 1917 působil jako velitel Egyptského expedičního sboru, který vedl během bojů o Sinajský poloostrov. Připsal si vítězství nad Osmany v bitvě u Romani.